# Hăineala, Bacău
Hăineala (în maghiară Hajnal) este un sat în comuna Pârjol din județul Bacău, Moldova, România.